# Nemoria modesta
Nemoria modesta là một loài bướm đêm trong họ Geometridae.